# Tarek Abdalá Saad
Antonio Tarek Abdalá Saad (14 de julio de 1981) es un político mexicano, miembro del Partido Revolucionario Institucional. Fue diputado federal para el periodo de 2015 a 2018.

## Estudios y carrera política
Tarek Abdalá Saad es Licenciado en Prensa Estratégica y Relaciones Públicas por la Escuela de Programas Públicos de la Universidad Estatal de Arizona. Inició su actividad profesional como Director financiero de Sheba Construcciones e Inmobiliaria.
En 2010 ingresó al gobierno de Javier Duarte de Ochoa siendo designado director administrativo del Sistema DIF de Veracruz, cargo que ocupó hasta 2012 en que fue nombrado tesorero del estado de Veracruz.
Renunció al cargo de tesorero en 2015 al ser postulado candidato del PRI a diputado federal en representación del Distrito 17 de Veracruz con cabecera en la ciudad de Cosamaloapan. Electo a la LXIII Legislatura, se desempeña como secretario de la comisión de Economía y miembro de las de Juventud y de Presupuesto y Cuenta Pública.

### Acusaciones de corrupción
En 2016 fue señalado como presunto cómplice de un jefe de narcotráfico en la región de Tierra Blanca en Veracruz, por lo que se llegó a demandar su desafuero.
Tras el inicio de las acusaciones de corrupción y desvío de recursos contra el gobernador Javier Duarte de Ochoa y miembros del su gobierno, se le señaló como responsable de varios de estos movimientos durante su función como tesorero del estado, lo que llevó a ser inhabilitado por 10 años para ocupar cargos públicos.
El 26 de enero de 2017 el fiscal general de Veracruz, Jorge Winckler Ortiz, solicitó ante la Cámara de Diputados el inicio del proceso de desafuero de Tarek Abdalá, señalándolo como responsable por un presunto desvío de recursos de 23 mil 150 millones de pesos.
El 3 de octubre del mismo año, el presidente de la sección Instructora de la Cámara de Diputados, Ricardo Ramírez Nieto, anunció la presentación del dictamen final de la solicitud de desafuero. Este dictamen fue presentado en sentido de negar el desafuero del legislador, lo que provocó el rechazo de los miembros pertenecientes al PAN y PRD en la sección Instructura, que finalmente se vio impedida de sesionar; y el 7 de octubre los diputados de PAN y PRD anunciaron la presentación de otro proyecto de dictamen que aprueba el desafuero del legislador.
el 14 de enero de 2019 se dio a conocer que el 30 de noviembre de 2018 Tarek Abdalá llegó a un acuerdo con la Procuraduría General de la República para no ser acusado por el presunto desvío de 55 mil millones de pesos del que era señalado, a cambio a declarar en cada uno de los juicios abiertos contra Javier Duarte y otros funcionarios.